# Lygromma domingo
Espèce
Lygromma domingo est une espèce d'araignées aranéomorphes de la famille des Prodidomidae.

## Distribution
Cette espèce est endémique de la province de Santo Domingo de los Tsáchilas en Équateur,.

## Description
La femelle holotype mesure 3,83 mm.

## Systématique et taxinomie
Cette espèce a été décrite par Platnick et Shadab en 1981.

## Étymologie
Son nom d'espèce lui a été donné en référence au lieu de sa découverte, Santo Domingo de los Colorados.

## Publication originale
- Platnick & Shadab, 1981 : « New species and records of Neotropical Gnaphosidae (Arachnida, Araneae). » Bulletin of the American Museum of Natural History, no 170, p. 189-196 (texte intégral).